# رضوان (فرشته)
رضوان در اسلام فرشته‌ای است که از دروازه‌های بهشت محافظت می‌کند. نام او در قرآن و تفاسیر اولیه وجود ندارد، به جای آن ابن هشام او را اسماعیل نامیده‌است، یعنی در روایات بعدی و روایات معراج آمده‌است. رضوان همچنین نقش مهمی به عنوان نگهبان بهشت در قصص الانبیاء ایفا می‌کند، در اینجا او باید از ورود ابلیس به نزد آدم جلوگیری کند، اما فریب ماری را خورد که ابلیس را در دهانش پنهان کرد و او را از کنار برد. نام او احتمالاً برگرفته از اصطلاح قرآنی «رضوان» است اما در کاربرد قرآنی به فرشته گفته نمی‌شود.